# ダリア・メジェツカヤ
ダリア・メジェツカヤ（Daria Mezhetskaia　1994年6月24日- ）はロシアのペルム出身の柔道家。階級は57 kg級。憧れの選手は古賀稔彦

## 経歴
柔道は7歳の時に始めた。2009年のヨーロッパユースオリンピックフェスティバル48 kg級で2位になった。2013年のヨーロッパジュニア57 kg級では2位になったが、世界ジュニアでは7位だった。2014年の世界ジュニアで3位になると、団体戦では準決勝の日本戦で出口クリスタに一本勝ちしてチーム唯一の勝利を挙げて3位になった。2016年のグランドスラム・チュメニでは決勝で芳田司に一本負けして2位、U23ヨーロッパ選手権では3位になった。2019年のヨーロッパ競技大会では個人戦と団体戦でともに優勝を飾った。世界選手権では準々決勝でリオデジャネイロオリンピック金メダリストであるブラジルのラファエラ・シルバに内股すかしで敗れると、その後の敗者復活戦でもポーランドのユリア・コバルチクに合技で敗れて7位だった。世界団体では3位になった。2021年7月に日本武道館で開催された東京オリンピックでは初戦で敗れた。

## 主な戦績
- 2009年 - ヨーロッパユースオリンピックフェスティバル　2位(48 kg級)
- 2013年 - ヨーロッパジュニア　2位
- 2013年 - 世界ジュニア　7位
- 2014年 - 世界ジュニア　個人戦　3位　団体戦　3位
- 2016年 - グランドスラム・チュメニ　2位
- 2016年 - U23ヨーロッパ選手権　3位
- 2019年 - グランプリ・テルアビブ　2位
- 2019年 - ヨーロッパ競技大会　個人戦　優勝　団体戦　優勝
- 2019年 - 世界選手権　個人戦　7位
- 2019年 - 世界団体　3位
- 2021年 -　グランドスラム・トビリシ　3位
- 2021年 -　グランドスラム・カザン　2位
- 2021年 -　東京オリンピック混合団体　5位

(出典、JudoInside.com)